# 吉田淑則
𠮷田 淑則（よしだ よしのり、1939年12月18日 - 2019年4月26日）は、日本の実業家、技術者、工学博士。JSR代表取締役社長や、同社代表取締役会長を務めた。

## 人物・経歴
愛媛県出身。1964年大阪府立大学大学院工学研究科修士課程修了、日本合成ゴム（のちのJSR）入社。1988年取締役研究開発本部副本部長兼研究開発本部四日市研究所長。1993年常務取締役研究開発・事業開発担当。1997年専務取締役研究開発、電子材料事業・光学材料事業担当。1998年取締役副社長研究開発、電子材料事業・光学材料事業担当。1999年大阪府立大学工学博士。2001年代表取締役社長。2009年代表取締役会長。2011年取締役会長。2012年取締役相談役。2014年特別顧問。2015年秋の叙勲で旭日重光章受章。2019年慢性心不全のため死去。帝国ホテル本館孔雀の間でお別れの会が開催された。